# رومان لوجون
رومان لوجون (بالفرنسية: Romain Lejeune)‏ هو لاعب كرة قدم فرنسي في مركز حراسة المرمى، ولد في 21 مايو 1991 في درانسي في فرنسا. لعب مع نادي لوهافر.

## وصلات خارجية
- رومان لوجون على موقع قاعدة بيانات كرة القدم.إي يو (الإنجليزية)